# Nanpan Jiang
Nanpan Jiang är ett vattendrag i Kina. Det ligger i den södra delen av landet, 1 900 km sydväst om huvudstaden Peking.